# Szörnyűséges ünnep
A Szörnyűséges ünnep (eredeti cím: A Monsterous Holiday) 2013-ban bemutatott kanadai 3D-s számítógépes animációs film, amelynek a rendezője Gordon Crum, az forgatókönyvírói Michael Shear és Samantha Shear, a producerei Susan Corbin és Heather Puttock, a zeneszerzője Michael Richard Plowman. A tévéfilmet a Kickstart Productions gyártásában készült, az ARC Entertainment és a
Cartoon Network forgalmazásában jelent meg. Műfaját tekintve kalandfilm. 
Kanadában 2013. október 15-én mutatta be a Cartoon Network, Magyarországon a Disney Channel mutatta be 2014. október 31-én.

## Szereplők
| Szereplő      | Eredeti hang      | Magyar hang                 |
| ------------- | ----------------- | --------------------------- |
| Andy          | Drake Bell        | Baráth István               |
| Frankenstein  | Jon Heder         | Szatory Dávid               |
| Spencer       | Sean Astin        | Markovics Tamás             |
| Betsy         | Brooke Shields    | Orosz Anna                  |
| Edző          | Kyle Chandler     | Csankó Zoltán               |
| April         | Lauren Tom        | Kántor Kitty                |
| May           | Lauren Tom        | Laudon Andrea               |
| Gus           | Matthew Lillard   | Czető Roland                |
| Tanárnő       | Jennifer Hale     | Solecki Janka               |
| Focisták      | Dee Bradley Baker | Moser Károly Schuták László |
| Néni          | TBA               | Grúber Zita                 |
| Osztálytársak | TBA               | Joó Gábor Oroszi Tamás      |
| Lány          | TBA               | Lamboni Anna                |
| Bácsi         | TBA               | Sörös Miklós                |